# Christian Joachim
Hans Christian Joachim, född 30 oktober 1870, död 24 november 1943, var en dansk keramiker.
Joachim utbildade sig först till målare, men övergick till snart till fajansfabriken Aluminia, och blev 1903 fabrikens konstnärliga ledare. Från 1922 var han konstnärlig direktör för hela företaget Fajancefabrikken Aluminia och Den Kongelige Porcelænsfabrik.